# Kate Williams (historiadora)
Kate Williams (nacida el 30 de noviembre de 1974) es una historiadora, autora y presentadora de televisión británica. Es profesora de acción participativa de historia en la Universidad de Reading.

## Temprana edad y educación
Williams creció en Stourbridge. Su padre Gwyn era abogado y su madre Margaret era profesora. Sus abuelos paternos eran del valle de Conwy. Fue educada en la escuela secundaria para niñas Edgbaston, de Birmingham. Estudió su licenciatura y doctorado en Somerville College, Oxford, donde comenzó como investigadora universitaria y donde recibió la beca universitaria Violet Vaughan Morgan. Tiene maestrías de Queen Mary, Universidad de Londres y de Royal Holloway, Universidad de Londres. Comenzó a investigar sobre Emma Hamilton mientras estudiaba su doctorado.

## Carrera
Williams ha impartido estudios de maestría en escritura creativa en Royal Holloway, Universidad de Londres . En el verano de 2015, Williams tomó el cargo de profesora de acción participativa de historia en la Universidad de Reading.

### Periodismo y otros trabajos
Williams escribe artículos sobre historia para periódicos británicos, incluido The Daily Telegraph, y reseñas para BBC History, History Today y el Financial Times.
En 2010 fue juez del Primer Premio de Biografía Tony Lothian del Biographer's Club (español: Club de Biógrafos), del Premio Internacional de Juvenil de Cuentos Litro/IGGY y del Book Drum Tournament 2010,
En el número 104 de la revista literaria Litro se publicó su cuento "La debilidad de los corazones".  Es sujeto de consultas periodísticas sobre temas históricos, como por ejemplo, sobre la reina Carlota de su país.

### Televisión y radio
Williams aparece frecuentemente en radio y televisión como presentadora y experta, especializándose en historia de la realeza, social, y constitucional. Comentó extensamente sobre la Boda Real de 2011 y aparece a menudo en BBC Breakfast, Newsnight, The Review Show, Sky News, BBC News 24, el programa Today, Broadcasting House, Night Waves, Woman's Hour, Channel Five y varios canales estadounidenses, hablando de historia y cultura y repasando las noticias. Cubrió el discurso de la Reina ante el Parlamento en BBC One en 2012 y el discurso de la Reina en BBC Parliament.
Williams fue la historiadora social de la serie Restoration Home de BBC Two, que se emitió de 2011 a 2013.  Presentó Timewatch : Young Victoria para BBC Two, aclamado por The Guardian como "la mejor historia de la televisión"  y The Secret History of Edward VII para Channel Five. Aparece a menudo en documentales sobre historia, literatura y cultura, incluidos Faulks on Fiction y las tres series de The Great British Bake Off, así como documentales sobre temas como la reina Victoria, el castillo de Balmoral, Sherlock Holmes,  Jack el Destripador, la Trafalgar, Isabel II y Los asesinos ocultos del hogar victoriano.
Escribió y presentó el documental El abuelo de la autoayuda, sobre Samuel Smiles, para Radio 4. También es presentadora de un documental de Radio 4 sobre la historia de la sonrisa, emitido en junio de 2012. Williams fue la historiadora residente en el programa de radio de Frank Skinner de 2014, The Rest Is History . Williams fue panelista habitual en The Quizeum, que comenzó a transmitirse en BBC4 en la primavera de 2015. Williams fue ganadora de Celebrity Mastermind, programa transmitido el 2 de enero de 2016.
También apareció en episodios de Insert Name Here transmitidos el 4 y 25 de enero de 2016 en BBC Two, y nuevamente en cuatro episodios de la segunda serie de Insert Name Here comenzando con el especial de Navidad el 21 de diciembre de 2016  Williams apareció en la miniserie en línea Inside Versailles basada en la serie de televisión de la BBC Versailles . También apareció en un episodio del programa de comedia de BBC One ¿Te mentiría? en 2016. Estuvo en Dictionary Corner en Countdown durante cinco programas a partir del 6 de octubre de 2016. El 13 de diciembre de 2016 apareció como concursante en Celebrity Antiques Road Trip, asociada con Catherine Southon, contra Suzannah Lipscomb y David Harper.
Williams formó equipo con Robin Ince y ambos resultaron ganadores de la transmisión de Pointless Celebrities del 13 de enero de 2018. En 2020, Williams apareció en House of Games de Richard Osman, transmitida por BBC Two, junto a Chizzy Akudolu, Charlie Higson y Tom Allen.
En agosto de 2023, Williams apareció en Isabel II: Making of a Monarch ; un documental de dos episodios que se transmitió por Canal 4.
Williams fue la experto en celebridades mejor clasificada en un episodio del programa de juegos The Wheel, transmitido el 21 de octubre de 2023.

## Vida personal
Williams y su marido, el editor Marcus Gipps, tienen una hija.